# جون كوبر
الفريق جون كوبر (بالإنجليزية: John Cooper)‏ (ولد في 17 فبراير 1955 في بيرويك أبون تويد، المملكة المتحدة) ضابط سابق في الجيش البريطاني. من مارس 2008 كان نائب قائد القوات متعددة الجنسيات في العراق والمقر على مستوى العمليات في العراق وكبير الممثلين العسكريين البريطانيين في العراق. بوصفه نائبا للقائد كان المساعد الرئيسي للفريق أول ريموند توماس أوديرنو من جيش الولايات المتحدة. تراجع في 4 مارس 2009 وتقاعد من الجيش في وقت لاحق من ذلك العام.

## النشأة والسيرة
ولد كوبر في 17 فبراير 1955 في بيرويك-أوبون-تويد. تلقى تعليمه في مدرسة بيرويك للقواعد ثم ذهب إلى الكلية العسكرية الملكية في ساندهيرست وتم تكليفه بالحدود الاسكتلندية لخاصية الملك كملازم ثاني في 8 مارس 1975. عمل في البداية في أيرلندا الشمالية وبريطانيا وألمانيا وترقى إلى رتبة ملازم أول في 8 مارس 1977 ونقيب في 8 سبتمبر 1981. في أوائل الثمانينيات قام بجولتين مع فريق استشاري وتدريب في الجيش البريطاني في زيمبابوي قبل الدراسة في كلية الموظفين في كامبرلي في عام 1987. تمت ترقيته إلى رتبة رائد في 30 سبتمبر 1987 وبعد التخرج من دورة الموظفين تم تعيينه رئيس الأركان في لواء المشاة الثامن في أيرلندا الشمالية من 1988 إلى 1989 الذي تم تعيينه عضوا في أمر الإمبراطورية البريطانية في 6 نوفمبر 1990. ثم قاد مجموعة البندقية في الكتيبة الأولى بما في ذلك الخدمة النشطة في حرب الخليج الثانية. تمت ترقيته إلى المقدم في 30 يونيو 1994 وقاد الفرقة الأولى لجولة أخرى في ايرلندا الشمالية والتي تم تعيينه لأمر الخدمة المتميز وكذلك جولات في ادنبره ولانكشاير. ثم عمل مدرسا في كلية الموظفين في كامبرلي وقيادة الخدمات المشتركة وكلية الموظفين.

## القائد الأعلى
في نوفمبر 1997 عين كوبر لمنصب كبير في منصب نائب مساعد رئيس الأركان في المقر الرئيسي حيث كان مسؤولا عن تنفيذ التوصيات الناشئة عن استعراض الدفاع الاستراتيجي. حضر دورة القيادة العليا والموظفين في عام 1998 ورقي إلى عقيد في 30 يونيو 1998. تم ترقيته رسميا إلى عميد في 31 ديسمبر 1999 بأقدمية في 30 يونيو 1999 وتولى قيادة اللواء الميكانيكي الثاني عشر في نوفمبر 1999. نشر في لواء في البوسنة والهرسك عام 2000. عين في منصب فخري لعقيد في الفوج في 9 فبراير 2001 وعقد هذا المنصب حتى تم حل الفوج مع اندماجه في الفوج الملكي باسكتلندا في 28 مارس 2006 عندما أصبح نائب عقيد للفوج الجديد. تم تعيينه رئيس ضباط اتصال ضباط الأركان إلى رئيس هيئة الأركان المشتركة في البنتاغون (الولايات المتحدة) في واشنطن في عام 2002. ثم تولى تعيين رئيس الأركان في الجيش الميداني في مقر قيادة الأراضي.
لدى الترقية إلى لواء في 7 مايو 2004 أصبح كوبر نائبا لقائد القوات المشتركة للقوات المسلحة (أفغانستان) حتى ديسمبر 2004. حصل على ميدالية النجمة البرونزية الأمريكية لخدمته في أفغانستان. عندما غادر أفغانستان تولى قيادة الفرقة المدرعة الأولى (المملكة المتحدة) في 25 يناير 2005 حيث أخذ عناصر من هذا التقسيم إلى العراق حيث شكلت شعبة متعددة الجنسيات في جنوب شرق آسيا. عاد إلى إنجلترا لمدة عامين من المناصب القيادية العليا قبل ترقيته إلى رتبة عامة والعودة إلى العراق في 23 مارس 2008 ليصبح كبير الممثلين العسكريين البريطانيين ونائب القائد العام للقوات متعددة الجنسيات في العراق. تنازل عن منصبه في 4 مارس 2009. في مقابلة أجريت في 3 مارس 2009 أعرب عن اعتقاده بأن النضال ضد تنظيم القاعدة في العراق قد فاز وأن البلد كان يتراجع على قدميه.
منح كوبر وسام رفيق أمر الطريق في عام 2009 مع مرتبة الشرف. تقاعد من الجيش في 21 نوفمبر 2009.